# Nádasd
Nádasd je vas na Madžarskem, ki upravno spada pod Kermendinsko okrožje Železne županije.